# 秋月種封
秋月 種封（あきづき たねくに）は、江戸時代前期の旗本寄合。高鍋藩主家分家で木脇領主の旗本寄合席秋月家の初代当主。

## 生涯
秋月種信の三男として出生。延宝5年（1678年）12月12日に徳川綱吉に初御目見を済ます。武鑑では藩主二男、または舎弟として掲載されており、元禄元年（1688年）の本朝武鑑では秋月佐渡守と共に「御二男 十三郎」との記載がある。　
元禄2年（1689年）2月末日、父の種信が隠居して兄の種政が高鍋藩主の家督を相続する際に、父の封地より木脇村（現在の国富町）を始め日向国諸県郡、宮崎郡内3,000石を分封され、旗本寄合席となる。
宝永2年（1705年）刊行の御林武鑑でも、秋月長門守（種政）の御弟として「秋月式部種乗」の記載がある。
宝永6年（1709年）、48歳で没する。法名は円成院覚厳宗本居士。墓所は下谷広徳寺の梅雲院で、後に代々の葬地となる。
長男の民部は早世していたために没後、次男の種羽が跡を継いだ。

## 系譜
- 父：秋月種信（1632-1699）
- 母：長徳院 - 松浦隆信の娘
- 正室：織田長頼の娘
  - 次男：秋月種羽（1693-1709）
  - 男子：牧野忠列（1695-1754） - 播磨守、牧野忠貴の婿養子
  - 男子：秋月種輔（1697-1730） - 秋月種羽の養子
- 生母不明の子女
  - 長男：民部
  - 女子：松浦棟養女
  - 女子：真田信清室
  - 男子：松浦信秀 - 求馬、松浦信福の養子
  - 男子：中村道重 - 高鍋藩士・中村道安の養子